# Johan Been
Johannes Hendrik Been (Brielle, 8 februari 1859 - aldaar, 23 december 1930) was tijdens zijn leven een bekend jeugdboekenschrijver en genoot tevens landelijke bekendheid als archivaris van Den Briel.

## Achtergrond
In zijn kinderjaren wilde Johan dominee worden, tijdens zijn gymnasiumjaren dichter, en in zijn adolescentietijd schrijver. Later bleek dat Beens talent vooral lag op het gebied van de jeugdliteratuur. Hij schreef rond de vijftig jeugdboeken. Zijn bekendste boek, Paddeltje, de scheepsjongen van Michiel de Ruyter, beleefde ruim vijftig drukken.
Johan Been volgde een opleiding tot onderwijzer, een functie die hij vanaf 1878 tot 1908 in Brielle vervulde. In 1895 kreeg hij er een tweede ambtelijke functie bij: hij werd benoemd tot archivaris van Den Briel, een taak die hij tot aan zijn dood toe bleef vervullen.

## Inspiratie
Johan Been was in hart en nieren Briellenaar en greep elke kans, of creëerde zelf kansen, om over de Brielse historie te vertellen. Den Briel, (of Brielle, een naam die vanaf 1 april 1572 in alle, zowel buitenlandse als Nederlandse geschiedschrijvingen voorkomt) werd dan ook het onderwerp van de vele geschriften die Been in allerlei toonaarden over zijn geboortestad publiceerde. Zo schreef hij in 1896 onder andere samen met de bekende componist Marius van 't Kruys een opera met de veelzeggende titel De Watergeuzen. Maar Been liet ook geen kans voorbijgaan om de Brielse zeehelden, Maarten Harpertszoon Tromp, Witte Corneliszoon de With en Philips van Almonde onder de aandacht te brengen. Been schreef voor de jeugdige lezer van 8 tot 88 jaar. Voor volwassenen publiceerde hij voornamelijk in vooraanstaande kranten en tijdschriften. Zijn inspiratie voor deze artikelen vond hij hoofdzakelijk in het Brielse archief.

## Eerste Wereldoorlog
Tijdens de Eerste Wereldoorlog hield Been een dagboek bij over de toestand in Brielle en het reilen en zeilen van zijn medeburgers tijdens die mobilisatiejaren. In diezelfde periode schreef Been Tafereelen uit de Brielsche Geschiedenis, 370 pagina’s Brielse geschiedenis, vanaf de middeleeuwen tot aan het einde van de Franse Tijd. Dit werk, dat tot nu toe in feuilletonvorm verschenen is, kan gezien worden als zijn belangrijkste wetenschappelijke werk: Beens magnum opus.

## Werk (selectie)
- De wonderlamp (1900), onder pseudoniem Hendrik Eben, met illustraties van J.B. Heukelom

Boeken bij Kluitman verschenen:
- Uit de gedenkschriften van een schooljongen (1904)
- Heintjes groote vacantie (1905)
- De drie matrozen van Michiel de Ruyter (1907)
- Paddeltje, de scheepsjongen van Michiel de Ruijter (1908)
- De avonturen van een stadhuisklerk (1909)
- De jongens de baas (1910)
- Kakkerlak bij de Padvinders ( 1911)
- De Pleegkinderen van den Veteraan (1913)
- Van een Diefjesmaat en een Schooljongen (1913)
- Een reiskameraad uit de 17e eeuw (1917)
- Om de schatten van Il Tigretto (1921)
- De ring en de lamp (1923)
- Het kind van Voorne (1931)